# Arrúbal
Arrúbal è un comune spagnolo di 409 abitanti situato nella comunità autonoma di La Rioja.